# معركة تلمسان (1700)
معركة تلمسان هي معركة وقعت المعركة بين قوات مولاي إسماعيل العلوي وجيش إيالة الجزائر عام 1700 بالقرب من تلمسان.
في عام 1699 قاد مولاي إسماعيل جيشًا قوامه 60 ألف جندي إلى أراضي إيالة الجزائر متجهًا نحو مدينة تلمسان لكنه واجه جيش إيالة الجزائر قوامه 12 ألف رجل بالقرب من المدينة. وقعت المعركة في أوائل عام 1700 حيث هُزمت القوات السلطنة الشريفة وتكبدت خسائر فادحة.